# وزارت دفاع قرقیزستان
وزارت دفاع جمهوری قرقیزستان (به قرقیزی: Кыргыз Республикасынын Коргоо министрлиги، Kyrgyz Respublikasynyn Korgoo ministrligi) (به روسی: Министерство обороны Кыргызской Республики) که پیش‌تر با عنوان کمیته دولتی امور دفاعی (به قرقیزی: Кыргыз Республикасынын Коргоо иштери боюнча мамлекеттик комитети, КР КИБМК، Kyrgyz Respublikasynyn Korgoo ishteri boyuncha mamlekettik komiteti, KR KIBMK) (به روسی: Государственный комитет по делам обороны Кыргызской Республики, ГКДO КР) شناخته می‌شد اصلی‌ترین نهاد اجرایی دفاعی می‌باشد که مطابق با قوانین مرتبط نیروهای نظامی، مسئول نیروهای مسلح قرقیزستان است و دارای اختیارات لازم برای آمادگی فرماندهی نظامی و کنترل دستگاه‌های ذی‌ربط در رده‌های خود است.
وزیر دفاع کنونی جمهوری قرقیزستان سرلشکر بقدی‌بیگ بیگ‌بالوتوف می‌باشد.

## زمینه تاریخی
این وزارتخانه پس از انحلال اتحاد جماهیر شوروی در سالهای ۱۹۹۱-۱۹۹۲ از مقر سپاه هفدهم ارتش تشکیل شد. در ابتدا به دستور رئیس‌جمهور عسکر آقایف در ۱۳ ژانویه ۱۹۹۲ کمیته دفاع دولتی نامگذاری شد و در سال ۱۹۹۳ از کمیته دفاع دولتی به وزارت دفاع جمهوری قرقیزستان تغییر نام داد. در نوامبر ۲۰۱۵، وزارت دفاع به کمیته دولتی امور دفاعی تغییر نام داد.
در سال ۲۰۱۸، شورای عالی قرقیزستان موضوع بازگرداندن وزارت دفاع را مطرح کرد و معاون آلمبت شیکماماتوف اشاره کرد که ژنرال‌های ستاد کل در خارج از کشور به رسمیت شناخته نمی‌شوند زیرا در کشورهای دیگر این نهاد فقط یک دفتر است که کار آژانس‌های مختلف را هماهنگ می‌کند.
پس از تحلیف رئیس‌جمهور صدر جباروف در اوایل فوریه ۲۰۲۱، وزارت دفاع مجدداً تأسیس شد.
این امر پس از آن صورت گرفت که یک نظرسنجی در صفحه فیس‌بوک ستاد کل ارتش در مورد اینکه آیا شهروندان ضرورت ایجاد مجدد این وزارتخانه را ضروری می‌دانند و آیا اکثریت از این ایده حمایت می‌کنند، انجام شد.

## وظایف معین
این کمیته در حال حاضر مسئولیت سازماندهی نیروهای مسلح قرقیزستان را بر عهده دارد که از طریق اقدامات زیر انجام می شود:
- گزارش به رئیس‌جمهور و دولت قرقیزستان در مورد وضعیت نیروهای مسلح
- اجرای سیاست نظامی عمومی که توسط دولت اجرا می‌شود
- مدیریت، نظارت و اجرای فعالیت‌های نظامی
- اداره کلیه نهادهای مرتبط با ارتش از طریق رئیس ستاد کل
- تجهیز شاخه‌های مختلف خدماتی نیروهای مسلح به آخرین تکنولوژی‌های نظامی

در فوریه ۲۰۱۴، اختیارات ستاد کل گسترش یافت تا به رئیس ستاد کل این اختیار داده شود تا کنترل کامل بر نیروهای مسلح داشته باشد. از سوی دیگر، وظایف وزارت دفاع تا حد زیادی کاهش یافت و حمایت همه‌جانبه از ارتش را به‌عنوان وظیفه خود باقی گذاشت. در اصلاحات نظامی سال ۲۰۱۵، این دو بخش کاملاً مستقل شدند و رئیس کمیته دولتی امور دفاعی عملاً زیر مجموعه رئیس ستاد کل ارتش قرار گرفت.